# Tetrasarus formosus
Tetrasarus formosus är en skalbaggsart som beskrevs av Bates 1885. Tetrasarus formosus ingår i släktet Tetrasarus och familjen långhorningar.
Artens utbredningsområde är Costa Rica. Inga underarter finns listade i Catalogue of Life.